# Kokas Piroska
Kokas Piroska (Budapest, 1980. augusztus 19. –) magyar színésznő.

## Életpályája
1980-ban született. 1994–1998 között a Földessy Margit Drámastúdió növendéke volt. 1998–2001 között a Gór Nagy Mária színitanodában tanult, a színművészetire nem vették fel. 2001–2003 között a Fiatalok Színházában játszott. 2003-ban Színész I. minősítést kapott a MASZK-tól. 2002–2004 között fellépett a Budapesti Operettszínházban és a Vidám Színpadon. 2004–2012 között a Mikroszkóp Színpad tagja volt.Szerepel a Pesti Magyar Színházban a PS Produkció nagysikerű Vámpírok bálja (musical) előadásában, vendégként játszott a Győri Nemzeti Színházban. 2016-ban végzett a Színház- és Filmművészeti Egyetem drámainstruktor – színjátékos szakán. 2017-től a Vidám Színpad színésznője volt.
Szülei Halász Aranka színművésznő és Kokas László történelem–orosz szakos tanár, színész. A színészet mellett szinkronizál is.

## Színházi szerepeiből
- William Shakespeare: Ahogy tetszik...szereplő  (Fiatalok Színháza a Stefánián)
- Együtt a banda...szereplő (Fiatalok Színháza a Stefánián)
- Suli-só...Énektanár (Fiatalok Színháza a Stefánián)
- Murray Schisgal: Szerelem, Óh!...Elen Manville
- Abe Burrows – Cole Porter : Kánkán...Celestine (Budapesti Operettszínház)
- Valami Magyarország (kabaré)...szereplő (Centrál Színház)
- Széllel szembe... (kabaré)...szereplő (Mikroszkóp Színpad)
- Magasztár? (kabaré)...szereplő (Mikroszkóp Színpad)
- Csak semmi duma! (kabaré)...szereplő (Mikroszkóp Színpad)
- Hogy volt?...szereplő (Mikroszkóp Színpad)
- Az élet lapos oldala – Bajor-kabaré...szereplő (Mikroszkóp Színpad)
- Verebes István: Mikor lesz elegünk?......szereplő (Mikroszkóp Színpad)
- Pintér Gábor Attila: Originál ungaris, avagy szabad a csók!...Muci  (Műhelymunka Társulat)
- Michael Kunze – Jim Steinman: Vámpírok bálja...Rebecca (Pesti Magyar Színház)
- Le vagytok szavazva!(kabaré)...szereplő (Mikroszkóp Színpad)
- Szakíts, ha bírsz!(kabaré)...szereplő (Mikroszkóp Színpad)
- Valakit visz a vicc  (kabaré)...szereplő (Mikroszkóp Színpad)
- Mikroszkóp Mulató (kabaré)...szereplő (Mikroszkóp Színpad)
- Röhej az egész (kabaré)...szereplő (Mikroszkóp Színpad)
- Balfék! Jobbra át! (kabaré)...szereplő (Mikroszkóp Színpad)
- Hat celeb keres egy szorzót ...szereplő (Karinthy Színház)
- Szép Ernő: Érzelmes üzletek...szereplő (Mikroszkóp Színpad)
- Röhögni még szabad (kabaré)...szereplő (Mikroszkóp Színpad)
- TárSASjáték (kabaré)...szereplő (Mikroszkóp Színpad)
- Övön alul, vagy szex a lelke mindennek (kabaré)...szereplő (Mikroszkóp Színpad)
- Felettünk a béka  (kabaré)...szereplő (SAS-Fészek Színpad)
- Lúdas MUTYI (kabaré)...szereplő (SAS-Fészek Színpad)
- Sas-Fészek Kabaré 2.0'...szereplő (SAS-Fészek Színpad)
- Bolba Tamás – Szente Vajk – Galambos Attila: Csoportterápia...Trixi (Győri Nemzeti Színház)
- Ray Cooney: Család ellen nincs orvosság...Főnővér (Vidám Színpad)
- Miklós Tibor – Böhm György: Yentl – a Jeshiva növendék (monodráma dalokkal)...címszereplő (Ódry Színpad)
- Georges Feydeau: Fel is út, le is út...Marceline, Lucette “testvére (Vidám Színpad)
- Jim Steinman-Michael Kunze-Roman Polanski: “Vámpírok bálja (musical)”...Rebecca (PS Produkció)

## Filmek
- Katonadolog (musical)
- Lúdas Mutyi (színházi előadás tv-felvétele)
- Szilveszteri Sas kabaré (színházi előadás tv-felvétele)
- Felettünk a béka (színházi előadás tv-felvétele)
- Szezon (2004) Kriszti
- A játszma (2022)
- Ida regénye (2022)

## Televíziós sorozatok
- Egy rém rendes család Budapesten – Aranka
- Szeszélyes
- Gálvölgyi Show
- Eszméletlen – nővér
- Trautmann – Buni
- Tóth János – Katalin
- A mi kis falunk – takarítónő
- Gólkirályság – nővér

### Szinkron
- Medicopter 117 – Légimentők – Eliza
- Big Time Rush – Kelly Wainwright
- A Doki - Egy új esély (Doc - Nelle tue mani) - Teresa (Elisa Di Eusanio)
- Dr. Dimenzi-naci – Amanda
- Ben 10 (2016) – további magyar hang
- Zöldfülűek bevetésen – igazgatónő
- Johnny Test – Mrs. Hamilton
- Túl a kerítésen – fogadósné
- Loopdidoo – további magyar hang a Disney Junior-féle szinkronban
- A Cleveland-show – Trish Barty
- Amerikai fater – Debbie Hyman
- Mickey egér játszótere – Clarabelle 2. hangja
- Mr. Bean (2002) – kislány, kínai hölgy, taxizó nő
- Firka Villa – Toot Braunstein
- H2O: Egy vízcsepp elég – Charlotte Watsford
- A Garfield-show – Heléna
- Steven Universe – Barbara
- Star Wars: A klónok háborúja – Lagos, Che Amanwe Papanoida
- Blue Heelers: Kisvárosi zsaruk – Maggie Doyle
- Az ősforrás – María Magdalena Osuna Castañeda
- Egy lépés előre – Marta Ramos
- Sok sikert, Charlie! – Ivy Renee Wentz
- Szulejmán – Diana/Fahriye kalfa
- Álmodj velem! – Frida Díaz de la Vega
- Agymanók – Bánat
- Bűnös szerelem – Godoy nyomozó